# 파도바 공성전
파도바 공성전(Assedio di Padova)은 캉브레 동맹 전쟁 초기에 일어난 중요 전투이다.
신성 로마 제국군은 1509년 6월에 베네치아 공화국의 도시 파도바를 점령했다. 7월 17일, 안드레아 그리티가 이끄는 스트라디오티로 이뤄진 베네치아군은 트레비소에서 급히 진격하여 막시밀리안 1세가 고용한 소수의 란츠크네히트가 지키고 있던 파도바를 탈환해냈다. 이에 대응하여 황제는 주로 용병들로 이뤄진 부대를 모아 파도바를 되찾기 위해 베네토 지역을 공격하기로 결정한다.
1509년 8월 초, 막시밀리안은 프랑스와 교황령군과 합류한 트렌토에서 35,000명의 병력을 출격시켜 베네치아의 영토인 남쪽으로 향하였다. 말의 부족과 보통 빈약했던 조직 구성으로, 연합군은 9월 중순까지 파도바에 도달하지 못 하며, 베네치아군의 지휘관 니콜로 디 피틸리아노가 아냐델로 전투 이후 남은 베네치아의 병력들과 더불어 베네치아 시에서의 몇몇 자원 병력들을 모으는걸 허락하고 말았다.
공성전은 9월 15일에 시작됐다. 2주 간, 제국과 프랑스의 공성 무기는 파도바를 포격했고, 성벽을 성공적으로 허물었으나 공격 병력이 들어가려할 때마다 베네치아의 저항군에게 밀려났다. 파도바 성벽의 코달룬가 (Codalunga) 구역에 대한 란츠크네히트 7,500명의 공격은 베네치아 지휘관 치톨로 다 페루자 (Citolo da Perugia)가 이끄는 용병들에게 밀려나 300명이 전사하고 400명이 부상을 입었다. 9월 30일, 막시밀리안은 그의 용병들에게 더 이상 급료를 지불하지 못 하면서 공성전을 떠났고; 안할트 공작이 이끄는 소수의 병력이 남았으나, 그는 주요 병력들을 이끌고 티롤로 퇴각했다. 이 패배는 막시밀리안에게 큰 손실이였고, 신성 로마 제국은 1516년까지 이탈리아를 침공하려 하지 않았다.

## 참고 문헌
- Norwich, John Julius. A History of Venice. New York: Vintage Books, 1989. ISBN 0-679-72197-5.
- Taylor, Frederick Lewis. The Art of War in Italy, 1494-1529. Westport: Greenwood Press, 1973. ISBN 0-8371-5025-6.